# 拉托爾圖加島
拉托爾圖加島（西班牙語：Isla La Tortuga）是委內瑞拉的島嶼，位於加勒比海，距離首都卡拉卡斯約170公里，屬於向風群島的一部分，長25公里、寬10公里，面積156.6平方公里，最高點海拔高度40米，島上無人居住。
10°55′54″N 65°18′29″W / 10.93167°N 65.30806°W